# 大蚁蛛
大蚁蛛（学名：Toxeus magnus）为跳蛛科Toxeus屬的动物。

## 分佈
本物種見於台湾、西雙版納等地。该物种的模式产地在台湾。

## 繁殖
大蚁蛛的幼蛛会吸食母蛛从生殖沟（亦作胃外溝）分泌出的类似于乳汁的液滴。孵化后20日到40日之间，幼蛛开始自己外出捕猎，也会继续吸食乳汁。约40日后断奶，仍回母蛛巢生活。但雄蛛成年后会被驱离巢穴。

## 外部連結
- 維基物種上的相關：大蚁蛛